# セヴェランス (テレビドラマ)
『セヴェランス』（原題：Severance）は、アメリカのSFサイコスリラー・テレビドラマシリーズである。ダン・エリクソンの原案に基づき、ベン・スティラーとイーファ・マッカードルが監督、アダム・スコットが主演を務めた。仕事中の記憶と私生活の記憶を分離する「セヴェランス」という手術を受けた会社員、マーク・スカウトを主人公とする
第1シーズンはApple TV+で2022年2月18日に配信を開始し、映像、美術、音楽、演技などの面で批評家と視聴者から高い評価を得た。
2022年4月、第2シーズンへの継続が決定し、2025年1月からApple TV+で配信された。
2025年3月、第3シーズンへの継続が決定した。

## あらすじ
謎めいた製薬企業「ルーモン産業」は、「セヴェランス」と呼ばれる外科手術を用いて、一部の社員の仕事と私生活の記憶を分離している。「セヴェランス」を受けた社員の一人であるマークは、会社の中と外の両方から、その裏に潜む陰謀を解き明かしていく。

## キャスト・登場人物

### 主な登場人物
※括弧内は日本語吹替。
マーク・スカウト
演 - アダム・スコット （前田剛）
ルーモン産業の「マクロデータ改良部」に勤める、「セヴェランス」を受けた社員。妻のジェマの死を未だに乗り越えられずにいる。
ディラン・ジョージ
演 - ザック・チェリー （草野峻平）
マークの同僚で、「セヴェランス」済み。仕事の対価として会社から与えられる「褒美」を楽しみにしている。
ヘリー・リッグス
演 - ブリット・ロウアー （渋谷はるか）
ピーティの代わりとして、「セヴェランス」を受け、マクロデータ改良部にやって来た新人社員。
アーヴィング・ベイリフ
演 - ジョン・タトゥーロ （坂東尚樹）
マークの同僚で、「セヴェランス」済み。会社の規則にとことん忠実だが、バートと出会い、互いに惹かれていく。
バート・グッドマン
演 - クリストファー・ウォーケン （立川三貴）
「セヴェランス」済みの「視覚デザイン部」の部長。アーヴィングに惹かれている。
セス・ミルチック
演 - トラメル・ティルマン （中務貴幸）
マークたちが働く「分離フロア」の管理職。
ケイシー
演 - ディーチェン・ラックマン （鷄冠井美智子）
「分離フロア」の健康カウンセラー。
ハーモニー・コベル
演 - パトリシア・アークエット （深見梨加）
「分離フロア」におけるマークの上司。私生活では、「セルヴィグ」という偽名を名乗り、マークの隣の家に住んでいる。
デヴォン・ヘイル
演 - ジェン・チュロック（中村綾）
マークの妹。子供を身ごもっている。後に出産し、「エレノア」と名付ける。
リッケン・ヘイル
演 - マイケル・チェルナス
デヴォンの夫。自己啓発本「君らしくあれ」の著者。

### その他の登場人物
ピーター・キルマー（ピーティ）
演 - ユル・ヴァスケス（谷昌樹）
「セヴェランス」済みのルーモン社員。マークの同僚であり親友だったが、謎の理由で辞職する。
ダグ・グレイナー
演 - マイケル・カンプスティ（岡田雄樹）
「分離フロア」の警備部長。社員たちからは恐れられている。
ナタリー
演 - シドニー・コール・アレクサンダー
ルーモン社の広報担当。役員会からのメッセージを社員に伝える連絡係でもある。
キア・イーガン
演 - マーク・ゲラー
ルーモン社の創業者。社内では彼に対するカルトじみた個人崇拝が行われている。既に故人ではあるものの、彫像や絵、映像などでその姿を見ることができる。
ジェイム・イーガン
演 - マイケル・シブリー
ルーモン産業の現社長。
ニーナ
演 - ジョアンヌ・ケリー
ピーティの元妻。
ジューン
演 - キャシディ・レイトン（高橋雛子）
ピーティの娘。ミュージシャンで、ルーモン産業を批判する曲を歌っている。
ギャビー・アルテタ
演 - ノーラ・デイル
アンジェロ・アルテタ議員の妻で、妊婦。
アンジェロ・アルテタ
演 - イーサン・フラワー
ルーモン社から支援を受けている州議会議員で、セヴェランスの合法化を支持している。ギャビーの夫で、ギャビーとの間に3人の子供をもうけている。
ルガビ
演 - カレン・オルドリッジ
ルーモン社の元社員で、ピーティを「再統合」した人物。
グレッチェン
演 -  メリット・ウェヴァー
ディランの妻。
劇中のアニメーション内でのキア・イーガンの声役として、ベン・スティラーがカメオ出演している（クレジット無し）。

## エピソード一覧
| シーズン | シーズン | 話数 | 話数 | 放送期間      | 放送期間      |
| シーズン | シーズン | 話数 | 話数 | 初回放送      | 最終回放送    |
| -------- | -------- | ---- | ---- | ------------- | ------------- |
|          | 1        | 9    | 9    | 2022年2月18日 | 2022年4月8日  |
|          | 2        | 10   | 10   | 2025年1月17日 | 2025年3月21日 |

### シーズン 1 (2022)
| 通算 話数 | シーズン 話数 | タイトル                                                         | 監督                   | 脚本                     | 放送日        |
| --- | ------------- | ---------------------------------------------------------------- | ---------------------- | ------------------------ | ------------- |
| 1 | 1             | "Good News About Hell" "ワーク・ライフ・バランス"                | ベン・スティラー       | ダン・エリクソン         | 2022年2月18日 |
| ある会議室で、女性が目を覚ます。スピーカーから聞こえる謎の声との対話を通じて、女性は自分の名前や今いる場所がどこかを全く思い出せないことに気づき、混乱する。ルーモン産業のマクロデータ改良部に勤めるマーク・スカウトは、同僚で部長のピーティが突然退社したため、部長に昇格し、合わせてピーティの交代要員の訓練を行うように指示される。マークは新入社員のヘリー（先ほどの「女性」）の訓練を行うが、ヘリーは反抗的な態度を取る。会社の建物からどうやっても出られないことに気づいた後、ヘリーは「数時間前の自分自身」から、自分が「セヴェランス」と呼ばれる手術を受け、仕事と私生活の記憶を分離したことによって生まれた「仕事用の人格（インニー）」であることを、ビデオ録画で説明される。会社の外で、レストランを訪れたマークは、ピーティと名乗る男と出会い、謎めいた指示の書かれた紙を渡される。帰宅したマークは、隣人のセルヴィグと会話を交わすが、その女性は実は社内におけるマークの上司、ハーモニー・コベルである。 |               |                                                                  |                        |                          |               |
| 2 | 2             | "Half Loop" "２つの人格"                                         | ベン・スティラー       | ダン・エリクソン         | 2022年2月18日 |
| 場面は前日に戻り、ヘリーが新入社員としてセヴェランス手術を受け、マイクロチップを脳内に埋め込まれる姿が描かれる。オフィスでは、ヘリーが同僚のディランとアーヴィングに紹介され、彼女の仕事が「マクロデータ改良」という、PC画面上の数字を、それを見たときに想起される「感情」に合わせて仕分けする仕事であると説明される。フロアマネージャーのミルチックが開いた歓迎会にて、ヘリーは違和感に耐えかね、会社外での人格（アウティ）にメモを渡すことで辞意を伝えようとする。しかし、「文字探知機」が作動して、ヘリーの行動を阻止する。マークは責任を負い、処罰として「休憩室」に入れられる。アーヴィングは仕事中に黒い液体がデスクを覆いつくす幻覚を見たため、「健康診断」に送られ、その待合室で、社員2名だけが属する「視覚デザイン部」の部長、バートと出会う。「健康診断」では、カウンセラーのケイシーが、アーヴィングのアウティに関して様々な情報を告げるが、アーヴィングはそれらすべてに「均等に」反応するよう求められる。社外では、マークが「再統合の副作用」に苦しむピーティと再会する。ピーティはマークに休憩室について話し、ミルチックに強制されながら謝罪文を繰り返し読み上げる自分の録音を聞かせる。マークはピーティを自分の家に匿うが、ピーティは幻覚に苦しめられ、倒れる。 |               |                                                                  |                        |                          |               |
| 3 | 3             | "In Perpetuity" "再統合の副作用"                                 | ベン・スティラー       | アンドリュー・コルヴィル | 2022年2月25日 |
| ピーティはマークに、自分の「再統合」を助けた人々がいると話す。マークが出勤した後、妹のデヴォンと妹婿のリッケンが自宅を訪れ、リッケンの新著「君らしくあれ」を玄関先に残していく。セルヴィグ（コベル）はそれを回収し、検査のため仕事場に持って行く。マークの家を漁るコベルに気づいたピーティは、恐怖から家を逃げ出してさ迷い歩き、最終的にコンビニの店頭で倒れる。社内では、ヘリーがアウティに提出した辞職願が却下されたと告げられる。マークはアウティにメッセージを伝えようとするヘリーを何度も阻止する。アーヴィングは、ヘリーにルーモン社で働くことの意義を教えるため、「永久棟」に連れていくことを提案する。永久棟は、ルーモン社の創業者であるキア・イーガンと、彼に続く歴代CEOたちを称えるための場所である。永久棟への道すがら、ディランは視覚デザイン部がかつて企てた「クーデター」の噂について語るが、マークはそれを一笑に付す。またも脱出を試みたヘリーは、ついに休憩室へと連れていかれ、ミルチックに謝罪文を繰り返し読み上げさせられる。家路の途中、すれ違った救急車に胸騒ぎを覚えたマークは、救急車を追いかけていった先で、呼吸の止まったピーティが救急隊に搬送される様を目撃する。急いで帰宅したマークはピーティの痕跡を全て消し去ろうとしたが、ピーティが置き忘れた携帯が鳴っているのに気づき手を止める。 |               |                                                                  |                        |                          |               |
| 4 | 4             | "The You You Are" "君らしくあれ"                                 | イーファ・マッカードル | Kari Drake               | 2022年3月4日  |
| マークはピーティと連絡を取ろうとする者の存在に気づくが、電話に出るのではなく、携帯を隠してしまっておくことを選ぶ。翌日、アーヴィングは視覚デザイン部を訪れ、バートと更に親密になるが、マクロデータ改良部への帰り道に、ミルチックが置き忘れていった「君らしくあれ」の本を見つける。マークは上司に渡すと言ってそれを預かるが、手元に置いておくことにする。ヘリーは千回以上も謝罪文を読み上げさせられた後、やっと休憩室から解放される。裁断機を見つけたヘリーは、自分の手を切り落とすとコベルを脅迫することで、辞職願を録画することに成功する。しかし、彼女のアウティは辞職願を撥ねつける動画を返す。その夜、マークはピーティが「原因不明の死」を遂げたというニュースを見る。直後、ピーティの電話が鳴る。コベルはセルヴィグの名でピーティの葬式に参加し、隙を見てピーティのマイクロチップを遺体から摘出する。その後、コベルはケイシーに、マークに「特別セッション」を行うよう指示し、その様子を監視する。ケイシーはマークに自分の気持ちを粘土で表現するよう促し、マークはそれに応じて木を作るが、それは彼が数年前に妻のジェマを亡くした交通事故の現場と同じ木である。アーヴィングは、視覚デザイン部の奥の隠し部屋と、その中で働く何人もの部員たちを発見する。ディランはマークのファイルの中に隠してあった「君らしくあれ」を見つける。ヘリーは密かに延長コードを持ち出し、エレベーターの中で首を吊る。 |               |                                                                  |                        |                          |               |
| 5 | 5             | "The Grim Barbarity of Optics and Design" "視覚デザイン部の蛮行" | イーファ・マッカードル | Anna Ouyang Moench       | 2022年3月11日 |
| ヘリーは怪我こそ負ったものの、自殺には失敗し、3日後に職場に復帰する。マークは「君らしくあれ」に読みふけり、本の反体制的なメッセージに影響されていく。社外のマークは、デヴォンが出産を迎えるロッジを訪れる。コベルは、復帰したヘリーを監視するようケイシーに指示する。アーヴィングはまたも仕事中に黒い液体の幻覚を見たため、落ち着くためにバートの元を訪れることにする。そこにマークが視覚デザイン部に渡す文書をついでに持って行くよう頼み、アーヴィングがそれに応じてコピー機を使うと、ミルチックが遠隔で実行した「266」によって、視覚デザイン部の部員たちがマクロデータ改良部の部員を虐殺する絵が出てくる。現場に来たミルチックは、その絵をコベルへのジョークだと話す。アーヴィングとディランはバートに絵のことを問い詰め、バートは視覚デザイン部の規模を偽っていたことを認め、その理由を「マクロデータ改良部が信用ならないから」だと語る。そのころ、マークはヘリーをこっそりオフィスから連れ出し、ピーティが残した地図を再現しようとしていることを打ち明ける。二人は見知らぬ社員が一人でヤギを育てている謎の部署を見つけ、ヘリーは地図の再現を手伝うと告げる。ディランとアーヴィングはバートと共に視覚デザイン部に向かうが、ディランは隠してあった虐殺の絵を見つけ出す。しかし、3人がそれをよく見てみると、「マクロデータ改良部が視覚デザイン部を虐殺する」という、殺される側と殺す側が逆転した絵になっていることに気づく。バートは2人を奥の隠し部屋に迎え入れ、部員たちに2人を「友達」だと紹介する。 |               |                                                                  |                        |                          |               |
| 6 | 6             | "Hide and Seek" "かくれんぼ"                                     | イーファ・マッカードル | Amanda Overton           | 2022年3月18日 |
| 自宅でキア・イーガンを祀る祭壇での儀式を始めようとしたコベルの元に、グレイナーから電話がかかって来る。グレイナーは元社員のルガビがピーティの再統合を行なったと突き止めたと語る。アーヴィングはバートと接近するが、今はまだ恋愛関係にまで発展する準備はできていないと打ち明ける。マークは、ケイシーが彼とヘリーを監視する任務を怠ったため休憩室に入れられたと知る。コベルに叱責されたマークは、アーヴィングに自分と部員たちを視覚デザイン部の奥の部屋へと案内させ、そこで皆で協力してルーモン社の秘密を暴露しようと呼びかける。しかし、ミルチックに見つかり、マークは休憩室へと送られる。その夜、ミルチックはディランのインニーを社外の自宅で一時的に目覚めさせ、視覚デザイン部を訪れた際にディランが盗んだカードの隠し場所を問うが、その最中にディランは自分に息子がいることを知ってしまう。 社外では、デヴォンがロッジで出会ったギャビーという女性と再会するが、ギャビーはデヴォンのことを全く覚えていないように振る舞う。ギャビーについて調べたデヴォンは、彼女の夫が州議会議員のアンジェロ・アルテタで、ルーモン社の後援の元、セヴェランスの合法化を支持していると知る。コベル（セルヴィグ）は、デヴォンとリッケンに育児を教えるとの名目で接近する。マークはデヴォンの助産婦アレクサとデートしている途中、ピーティの娘のバンドのコンサートに立ち寄り、客たちと一緒になってルーモン社を批判する曲を歌う。そして、マークはついにピーティの電話を取り、電話相手のルガビと近くの大学キャンパスで会う約束をする。コベルはマクロデータ改良部の出入口にオートロックの自動ドアを設置させる。                                                                        |               |                                                                  |                        |                          |               |
| 7 | 7             | "Defiant Jazz" "反抗のジャズ"                                    | ベン・スティラー       | Helen Leigh              | 2022年3月25日 |
| マークはルガビと会うが、大学の警備員から連絡を受けたグレイナーがそこに現れ、マークの同僚だと自己紹介する。直後、ルガビがグレイナーを殺し、キーカードを奪ってマークに渡し、会社にそれを持って行くように告げる。デヴォンはコベル（セルヴィグ）に、ギャビーが出産の痛みを避けるためにセヴェランスを受けているのではないかと疑っていることを話す。ミルチックはヘリーへの褒美という名目で、「音楽・ダンス体験」を行う。しかし息子のことが頭から離れないディランは参加を拒否し、 ついにはミルチックに襲い掛かり、息子についてもっと教えるよう迫る。ミルチックは事件をコベルに報告するため立ち去り、その間にディランは、「時間外接触」という、会社が必要に応じてインニーを社外で目覚めさせる機能があることをマクロデータ改良部の一同に暴露する。マークとヘリーは警備室に向かい、そこでルーモン社が社内の社員全員を常に監視していることと、時間外接触を起動させるには2つのスイッチを同時に操作する必要があることを知る。他の部員たちを社外で目覚めさせるため、ディランは終業後に社内に残り、時間外接触を起動する役を買って出る。一方、バートの身を案じて視覚デザイン部に向かったアーヴィングは、バートが退職することを知る。送別会に乱入したアーヴィングは、その場でミルチックを「非分離の身分で、分離済みの社員たちを搾取している」と糾弾する。その夜、マークの家を訪れたアレクサだったが、泥酔してジェマの写真を破り棄てるなど奇行を繰り返すマークに怯え、その場を離れる。アレクサが帰った後、我に返ったマークは写真を拾い集めて修復するが、そこに写っていたジェマの顔はケイシーにそっくりだった。                                                                   |               |                                                                  |                        |                          |               |
| 8 | 8             | "What's for Dinner?" "夕食は何だ？"                              | ベン・スティラー       | クリス・ブラック         | 2022年4月1日  |
| 冒頭、アーヴィングのアウティが、自宅でひとり一心不乱に絵を描く様子が描かれる。絵は全て同じ暗い通路の絵である。ヘリーが担当するファイルで進捗度100％に到達したことで、マクロデータ改良部は四半期目標を達成する。コベルはマークとケイシーに最後のセッションを行わせるが、マークとケイシーが最後までお互いが夫婦だと気付かなかったことに失望をあらわにする。コベルはケイシーを「検査フロア」に戻すよう指示し、ケイシーはアーヴィングの絵の中のそれとそっくりな通路を通って、検査フロアへと向かう。マクロデータ改良部が目標達成を祝う傍らで、コベルは役員会により、ヘリーの自殺未遂を隠蔽したことと、「セルヴィグ」としての不審な行動を理由に解雇される。マクロデータ改良部の一同は、社外で目覚めるための準備を整える。帰宅する寸前、ヘリーはマークにキスする。マークのアウティはリッケンの読書会に向かい、そこに現れたコベル（セルヴィグ）にルーモン社を辞めるつもりだと打ち明ける。会社に裏切られたと感じていたコベルは、彼の決断を後押しする。ディランは目標達成の褒美として「ワッフルパーティー」に参加する。「パーティー」は永久棟にあるキア・イーガンの家のレプリカの寝室で行われ、ディランはそこでキアのお面を被り、儀式じみて妖しいダンスを鑑賞する。ディランはダンスの途中で抜け出し、警備室に向かい、時間外接触を起動してマーク、アーヴィング、ヘリーの3人のインニーを社外で目覚めさせる。 |               |                                                                  |                        |                          |               |
| 9 | 9             | "The We We Are" "私達らしくあれ"                                 | ベン・スティラー       | ダン・エリクソン         | 2022年4月8日  |
| マークのインニーはデヴォンの家で、コベルとハグしている最中に目覚める。急いでデヴォンを探す途中で、マークはコベル（セルヴィグ）を本名で呼んでしまい、コベルは時間外接触が作動していることに気づく。急いで会社に向かうコベルは、ミルチックに電話して警備室を確認するよう指示する。マークはデヴォンに今の自分がインニーだと打ち明ける。デヴォンは彼にジェマの死について語るが、マークから「セルヴィグ」が実際には彼の上司だと聞かされ驚愕する。マークはデヴォンにルーモン社の悪行を報道機関に伝えるよう促す。アーヴィングは自宅のアパートで目覚め、アウティの絵とアメリカ海軍の軍服を見つける。クローゼットの中から地図とルーモン社の社員名簿を見つけたアーヴィングは、バートの家を探し、彼の元に向かう。ヘリーはルーモン社のイベント会場で目覚め、自分のアウティの本名がヘレナ・イーガンであり、ルーモン社のCEO、ジェイム・イーガンの娘であることを知る。ジェイム・イーガンはセヴェランスを世界中に広めることを目指している。コベルは会場に到着し、ヘリーに予定されていたスピーチをやめさせようと試みる。ミルチックは警備室にたどり着くが、ディランの仕掛けたストッパーに阻まれ入ることができない。 ヘリーはステージに立ち、聴衆にインニーが受けている仕打ちを暴露するが、途中で傍にいたルーモン社の役員に制止される。アーヴィングはバートの家を見つけ出すが、彼が既に家庭を持っていることを知ってしまい、それでも必死に玄関を叩いて彼の名を呼ぶ。マークはジェマとの結婚式の写真を見つけ、急いでデヴォンの元へ向かうが、「彼女は生きてる！」と叫んだ直後、ストッパーを突破したミルチックがディランを突き飛ばし、時間外接触が中断して全員の人格がアウティに戻る。 |               |                                                                  |                        |                          |               |

### シーズン 2 (2025)
| 通算 話数 | シーズン 話数 | タイトル                                           | 監督                   | 脚本                                    | 放送日        |
| --------- | ------------- | -------------------------------------------------- | ---------------------- | --------------------------------------- | ------------- |
| 10        | 1             | "Hello, Ms. Cobel" "こんにちは コベルさん"         | ベン・スティラー       | ダン・エリクソン                        | 2025年1月17日 |
| 11        | 2             | "Goodbye, Mrs. Selvig" "さようなら セルヴィグさん" | サム・ドノヴァン       | Mohamad El Masri                        | 2025年1月24日 |
| 12        | 3             | "Who Is Alive?" "生きてるのは誰？"                 | ベン・スティラー       | Wei-Ning Yu                             | 2025年1月31日 |
| 13        | 4             | "Woe's Hollow" "悲しみの谷"                        | ベン・スティラー       | アンナ・オユヤン・モンク                | 2025年2月7日  |
| 14        | 5             | "Trojan's Horse" "トロイの木馬"                    | サム・ドノヴァン       | ミーガン・リッチー                      | 2025年2月14日 |
| 15        | 6             | "Attila" "アッティラ"                              | ユタ・ブリースウィッツ | Erin Wagoner                            | 2025年2月21日 |
| 16        | 7             | "Chikhai Bardo" "チカエ・バルド"                   | ジェシカ・リー・ガニエ | ダン・エリクソン & マーク・フリードマン | 2025年2月28日 |
| 17        | 8             | "Sweet Vitriol" "コベルの故郷"                     | ベン・スティラー       | Adam Countee and K. C. Perry            | 2025年3月7日  |
| 18        | 9             | "The After Hours" "それぞれの決断"                 | ユタ・ブリースウィッツ | ダン・エリクソン                        | 2025年3月14日 |
| 19        | 10            | "Cold Harbor" "コールド・ハーバー"                 | ベン・スティラー       | ダン・エリクソン                        | 2025年3月21日 |

## 制作

### 企画

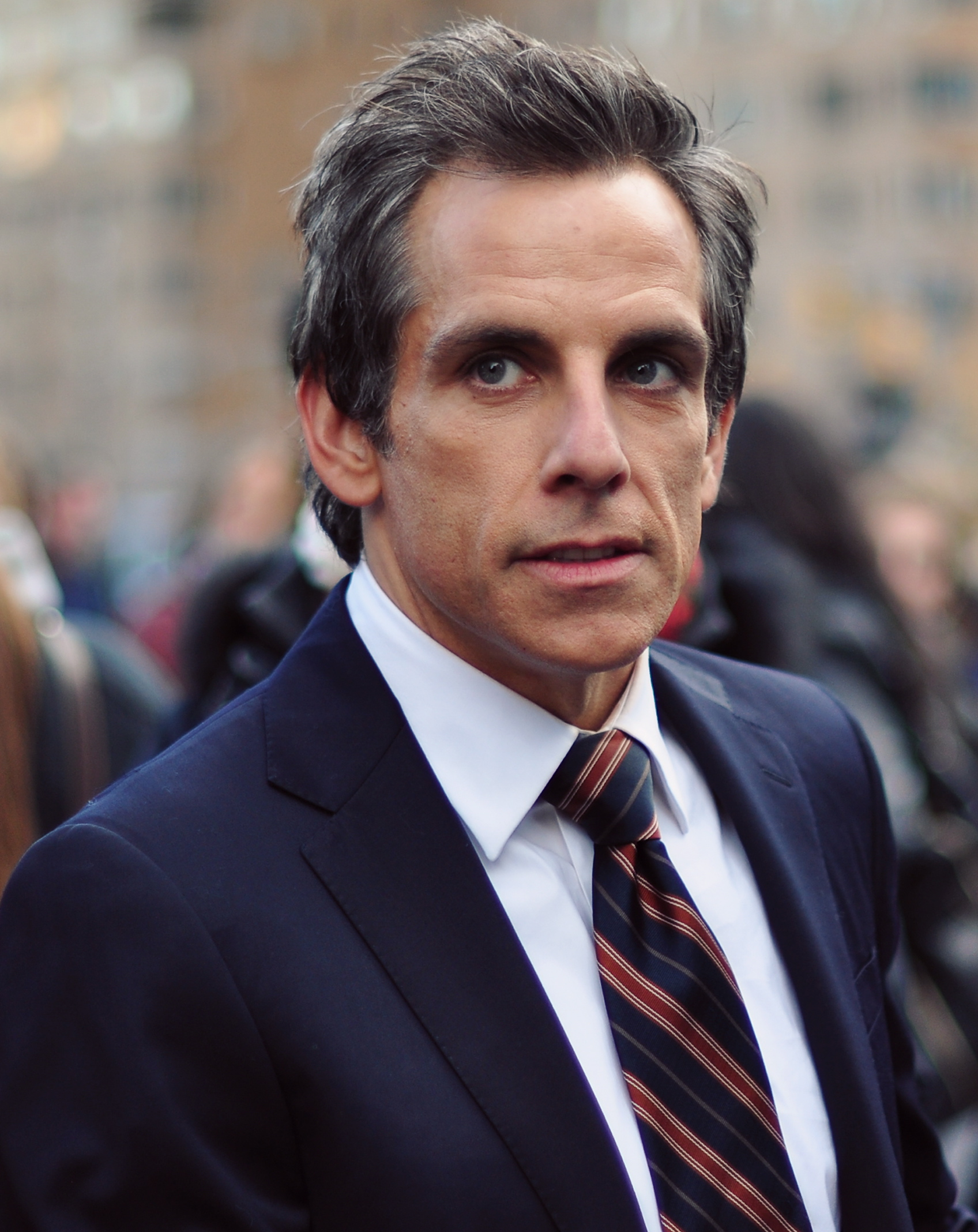
ベン・スティラーは、第1シーズンのエピソードのうち6つを監督した。

ベン・スティラーは、本作の配信が開始される5年以上前に第1話の脚本を読み、「自分が関わった作品の中で一番長い作品」と評した。脚本は、もともとダン・エリクソンがサンプルとしてRed Hour Productionsに提出したもので、企画責任者のジャッキー・コーンによりスティラーの手に渡った。スティラーは、職場コメディを思い起こさせる作風に好感を覚えたと語った。2017年1月、スティラーはアダム・スコットを主演として起用した。2019年11月、Apple TV+はセヴェランスをスティラー監督、スコット主演で制作すると決定した。スティラーは第1話のみ監督する予定だったが、制作開始後に監督するエピソードを増やした。
2020年1月、パトリシア・アークエット、ブリット・ロウアー、ジェン・チュロック、ザック・チェリーがキャストに加わった。トラメル・ティルマンは2020年2月、ジョン・タトゥーロとクリストファー・ウォーケンは2020年11月、ディーチェン・ラックマンは2020年12月にキャストに加わった。タトゥーロは、「長い付き合いだから、わざわざ友達のふりをしなくて済む」という理由で、バート役にウォーケンを薦めたと語った。  2022年4月6日、Appleはシリーズの第2シーズンへの継続を決定した。 
セヴェランスに影響を与えたとされる作品には、クリーピーパスタのThe Backrooms、ゲーム『The Stanley Parable』、映画『トゥルーマン・ショー』などが挙げられる。

### 撮影

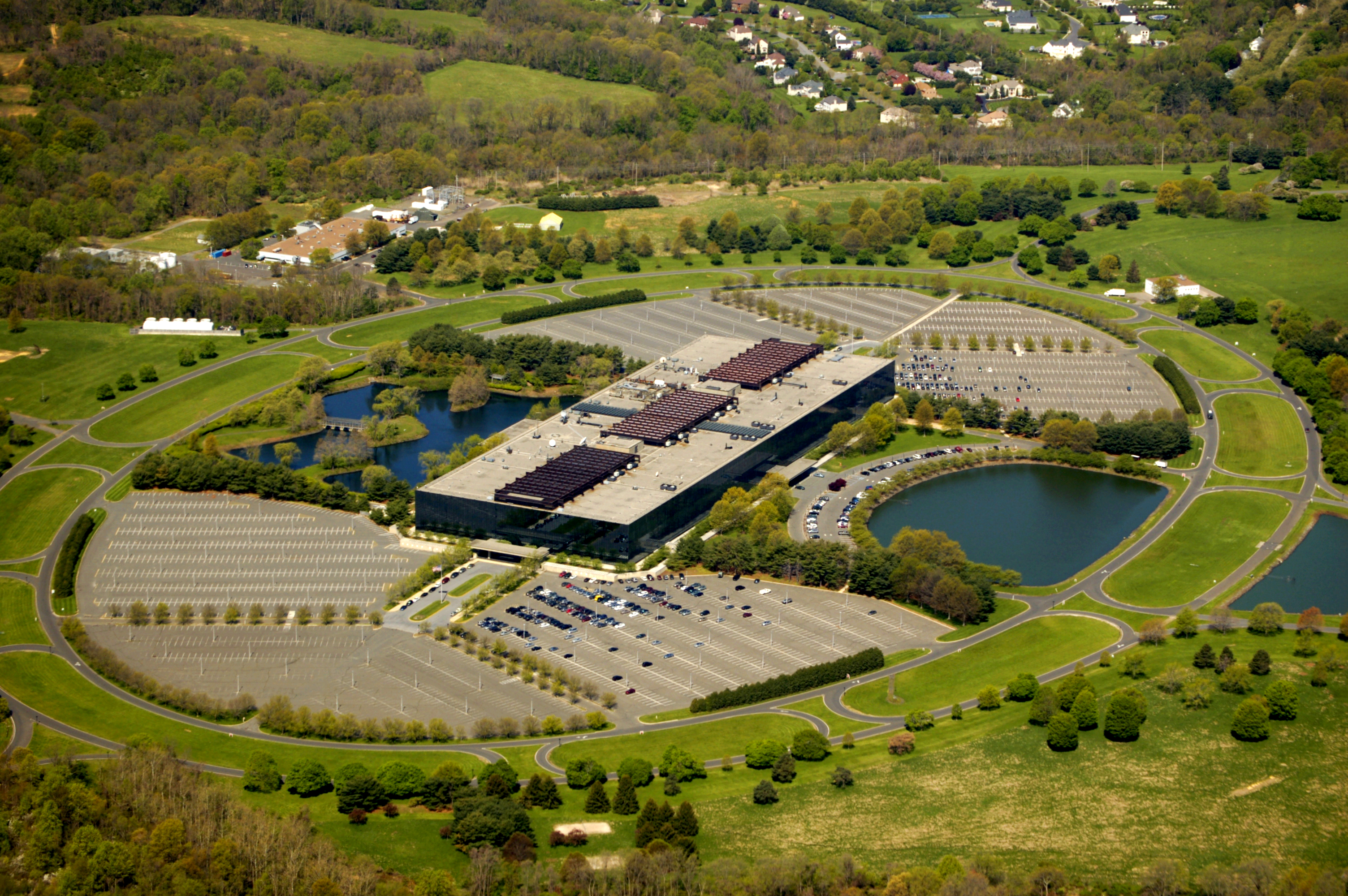
ルーモン社の本社ビルは、ニュージャージー州ホルムデルのベル研究所の旧施設で撮影された。

COVID-19のパンデミックにより、制作開始は2020年3月まで延期された。第1シーズンの撮影は、2020年11月、アメリカ大統領選挙の翌日に、『タムウォーター』という仮題のもとニューヨークで開始された。第1話の冒頭部分は2021年1月6日に撮影された。2月にナイアックで、3月にキングストンとビーコンで数日間撮影が行われた。 4月、撮影はニュージャージー州の中部に移動し、主にルーモン社の本社として登場したBell Labs Holmdel Complexで行われた。 撮影は2021年6月23日に終了を予定していた。 1960年代、1970年代、1980年代の企業の外観を混ぜ合わせることで、本作の独特の雰囲気を作り上げたプロダクションデザイナーのジェレミー・ヒンドルは、モダニスト建築家のエーロ・サーリネンの設計に影響を受けてデザインしたと語った。小道具係は古いコンピューターを実際に機能するように修復し、演者が設定に慣れるために、実際に作品内で登場人物が行う作業を実行できるようにした。

## 評価

### 批評
セヴェランスは、批評家から賞賛を受けている。批評集積サイトのRotten Tomatoesでは、89人の批評家による支持率は98％、平均点は10点満点中8.5点となっている。サイトの総評は、「大胆で、神秘的で、会社組織における労働の危険性に新鮮な洞察をもたらす。セヴェランスには全てが揃っている」としている。また、Metacriticには31件のレビューがあり、加重平均値は83/100で「全体的に好評」となっている。

### 受賞
2022年の第26回ウェビー賞にて、主演のアダム・スコットは最優秀俳優賞を獲得した。